# Duomo di Passavia
Il Duomo di Santo Stefano, in tedesco Dom zu Sankt Stephan è la cattedrale barocca della città bavarese di Passavia, in Germania. È sede della diocesi omonima.
Sorge nel punto più alto del centro storico, tra i fiumi Inn e Danubio, e rappresenta la chiesa barocca più grande a nord delle Alpi.

## Storia e descrizione

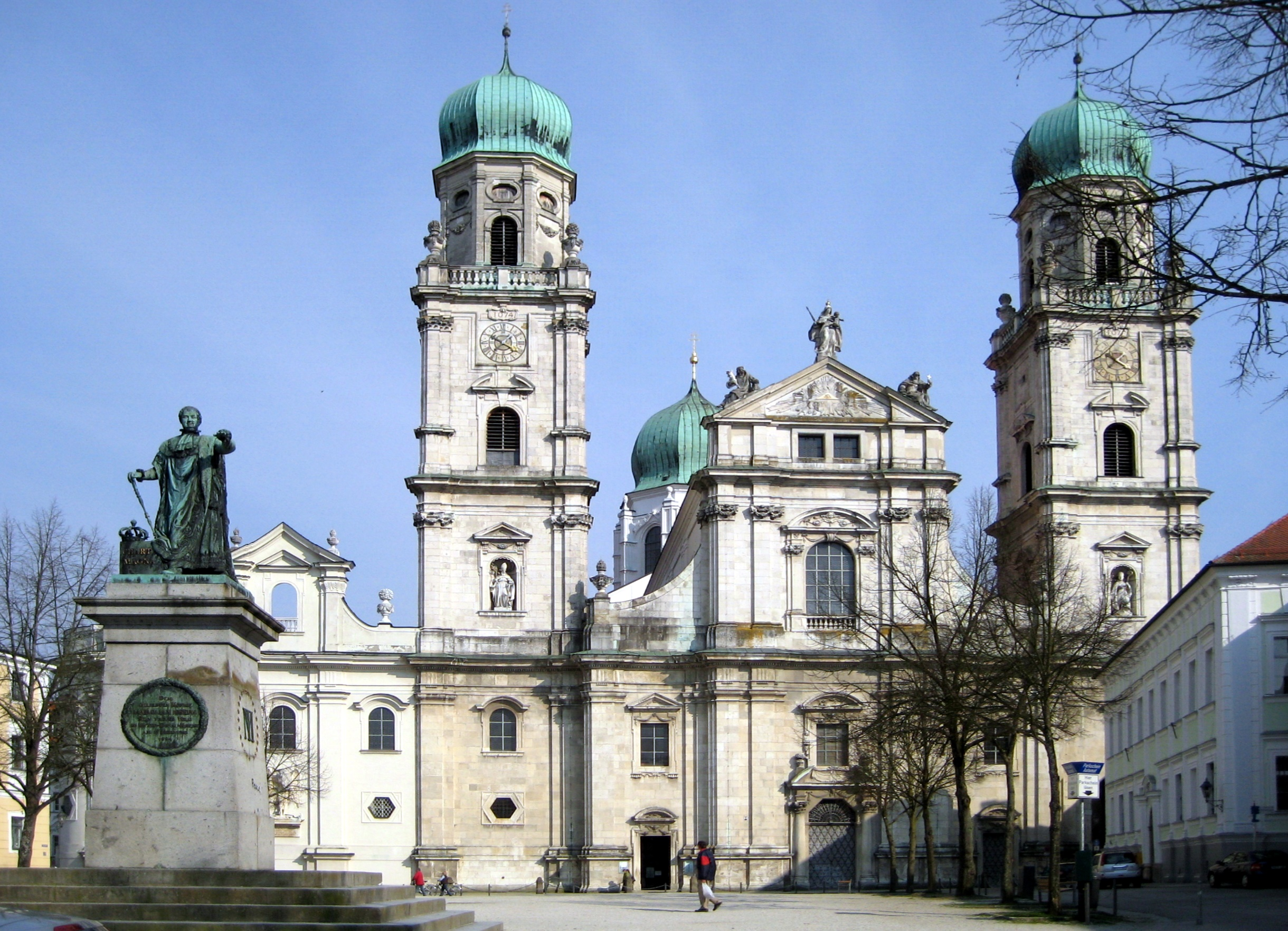
La facciata barocca.

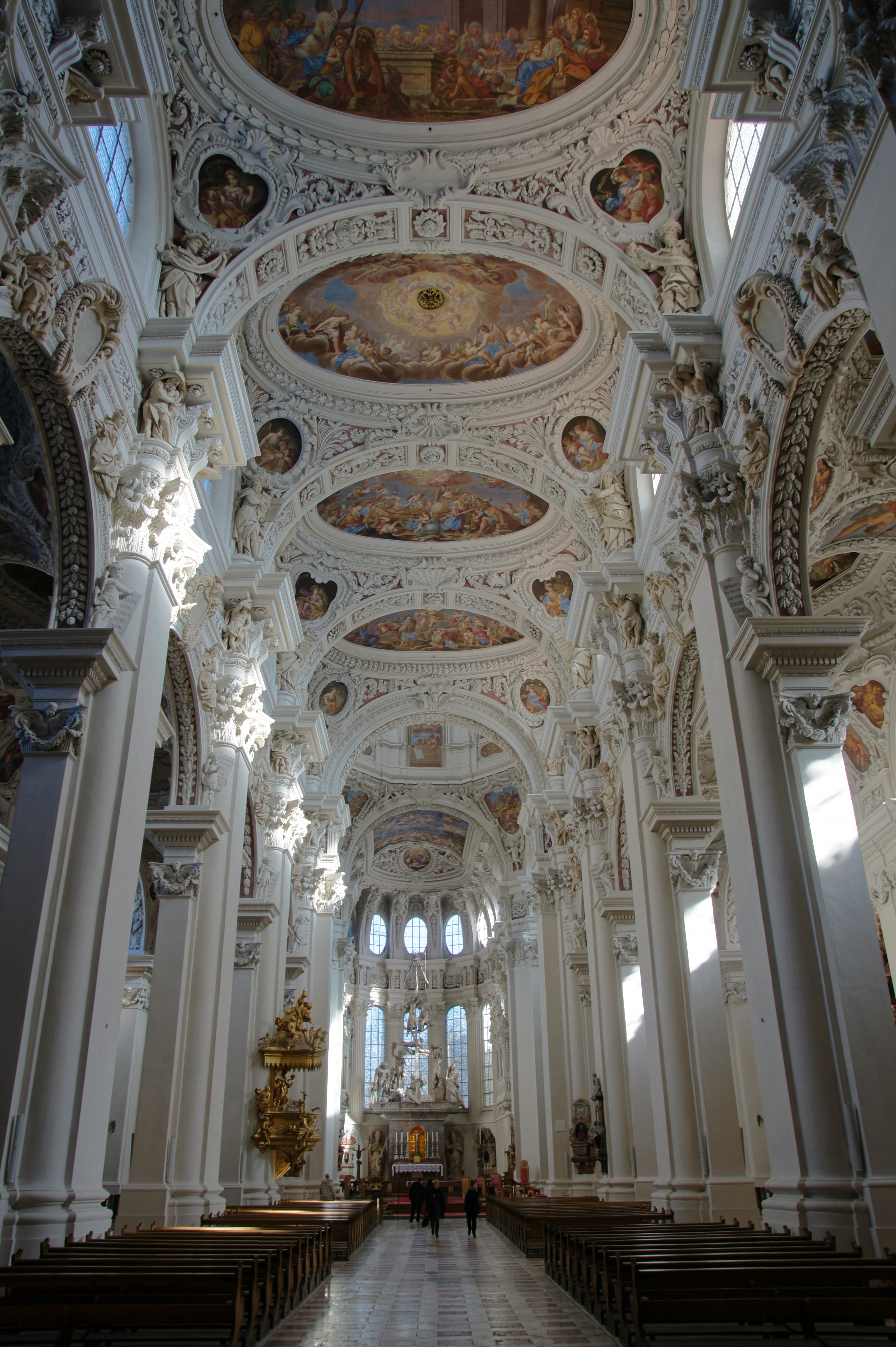
Il fastoso interno a stucchi e affreschi.

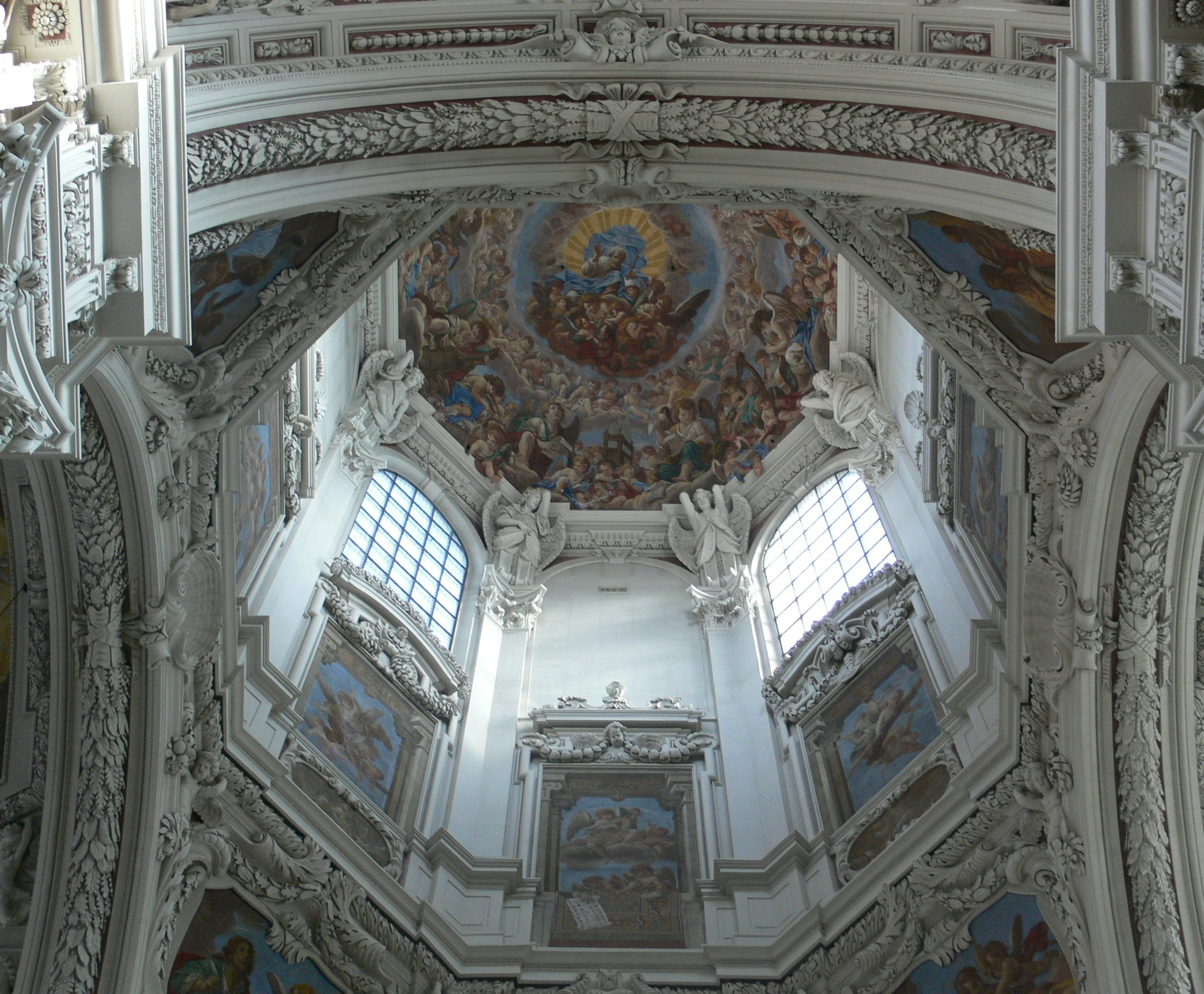
Veduta della cupola.

Sul sito dell'attuale cattedrale, si possono rintracciare cinque diverse fabbriche di chiese episcopali. La prima venne eretta verso il 450 dalla comunità cristiana di san Severino. Dopo la definitiva conversioni dei Bavari, avvenuta verso il VII secolo, vi venne fondata una chiesa dedicata a santo Stefano. L'edificio eretto verso il 720, si presentava come una basilica carolingia a tre navate. Nel 739 la chiesa venne elevata a cattedrale della nuova diocesi rifondata da san Bonifacio. Tuttavia questa costruzione andò distrutta durante i due assedi di Passavia del 977 o 978, da parte dell'imperatore Ottone II di Sassonia.
Il vescovo Pilgrim nel 982 procedette alla ricostruzione di una nuova cattedrale, protoromanica, a due navate e facciata a torri gemelle. Il coro venne consacrato nel 985, anche se la costruzione si protrasse per lungo tempo.
Fra il 1221 e il 1313 venne innalzata una nuova cattedrale, gotica, cominciata con la riedificazione del piedicroce e l'innalzamento, maggiorato, delle torri della facciata. Alla parte orientale della chiesa si pose mano dal 1407, quando l'architetto Hans Krumenauer, allievo di Peter Parler, progettò la ricostruzione del coro, del transetto e vi allungò il piedicroce. Il cantiere venne continuato da Ulrich Waxwing nel 1439, da Jörg Windisch nel 1466 e terminato nel 1598 da Hans Glapsberger.
Nel 1662 scoppiò un grave incendio che devastò la cattedrale. Nel 1664 venne nominato vescovo di Passavia Wenzeslaus von Thun, già decano del Duomo di Salisburgo. Nel 1668 avviò la ricostruzione della cattedrale, in stile barocco, che si protrasse fino al 1693.
Gli edifici erano molto danneggiati, ma si riuscì a mantenere alcune strutture portanti. Infatti tutta la parte orientale tardogotica costituita dal coro, transetto e torre nolare, è stata incorporata e accordata alle tendenze dell'epoca dettate dalolo stile barocco.
Il progetto globale si deve a Carlo Lurago, che realizzò l'opera con l'aiuto dei mastri-scalpellini Francesco della Torre e Giovanni Battista Passerini. Alla morte di Carlo Lurago fu completata da Jakob Prandtauer.
Le sontuose decorazioni degli interni vennero iniziate nel 1677 ad opera di Giovanni Battista Carlone per gli stucchi bianchi, e di Carpoforo Tencalla e Carlo Antonio Bussi per gli affreschi. 
Il pulpito ligneo dorato è opera del viennese, mastro-ebanista di corte, Johann Georg Series, che lo realizzò fra il 1722 e il 1726.
Tra il 1972 e il 1980, il duomo venne interamente restaurato.

## Organo

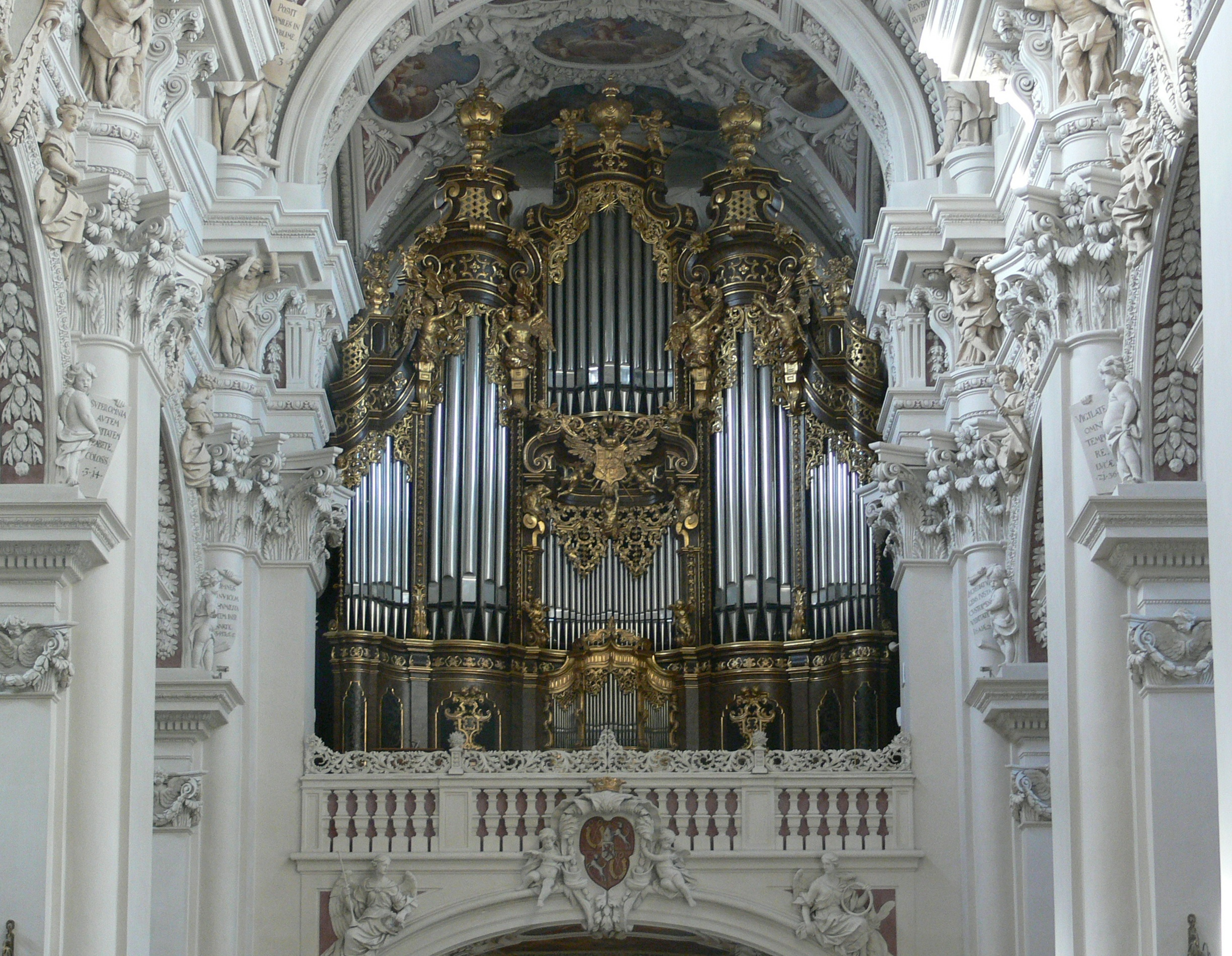
L'organo più grande d'Europa.

Già nel 1467 esisteva un organo posto nella crociera. Distrutto dall'incendio del 1662, venne ricostruito nel 1688 dall'organaro Leopold Freundt, con circa 28 registri, e posto sulla galleria della contro-facciata. Nel 1715 il salisburghese Johann Ignaz Egedacher realizzò altri due organi per i pilastri laterali del coro. Come l'organo principale sembrasse non essere sufficiente, Egedacher costruì, nel 1731, un nuovo organo nella galleria occidentale. Contemporaneamente lo scultore cittadino Joseph Matthias Götz realizzava la magnifica cassa d'organo barocca. Nel 1858 gli organi dei pilastri vennero traslati nei balconi laterali occidentali.
Oggi il duomo di Passavia vanta il più grande organo al mondo, fuori degli Stati Uniti, e il maggiore in assoluto per cattedrale. Attualmente conta ben 17.774 canne e 233 registri, che vengono azionati da cinque consolles poste nella navata.

## Dimensioni
| Lunghezza totale: 102 m               |
| Larghezza: 33.50 m                    |
| Altezza delle volte: 29 m             |
| Larghezza della navata centrale: 12 m |
| Altezza delle torri: 68 m             |
| Altezza della cupola: 69 m            |

## Galleria d'immagini

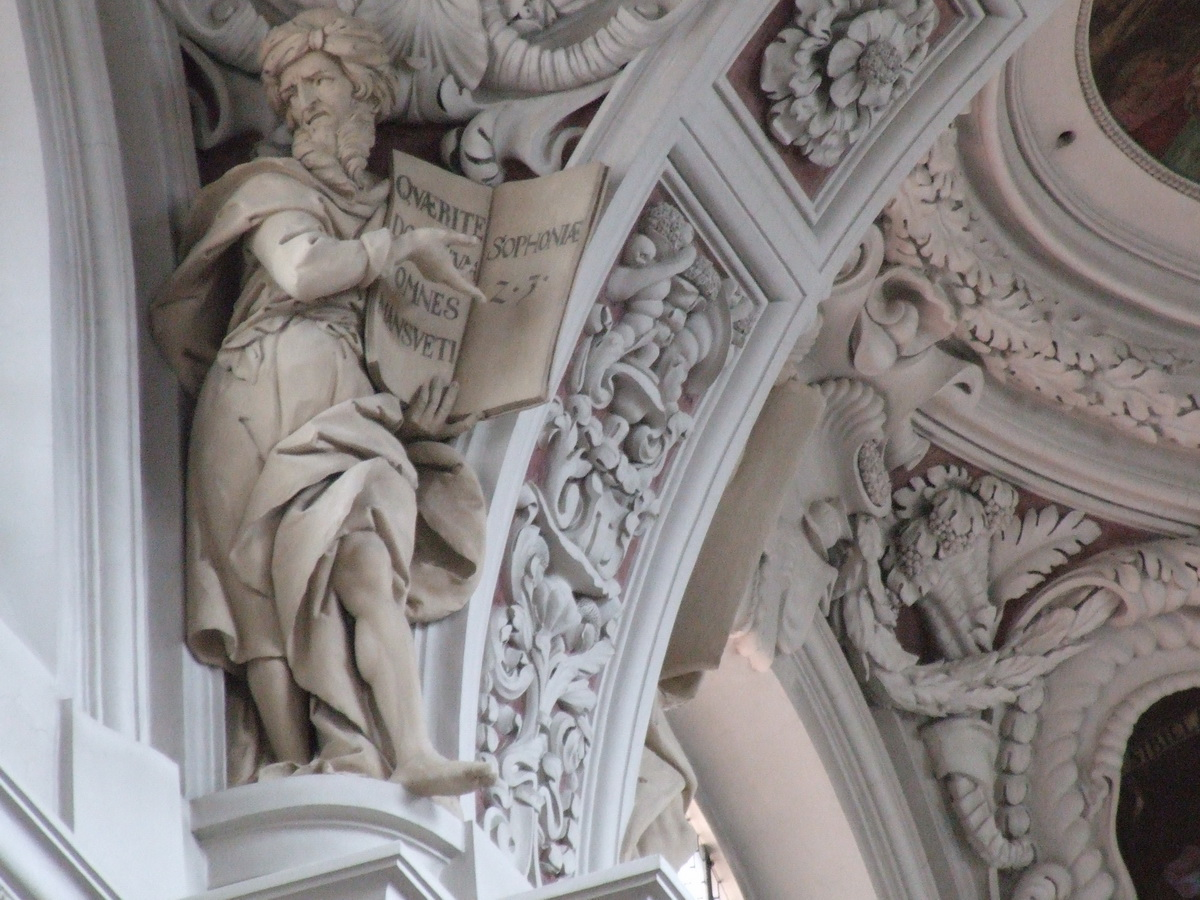
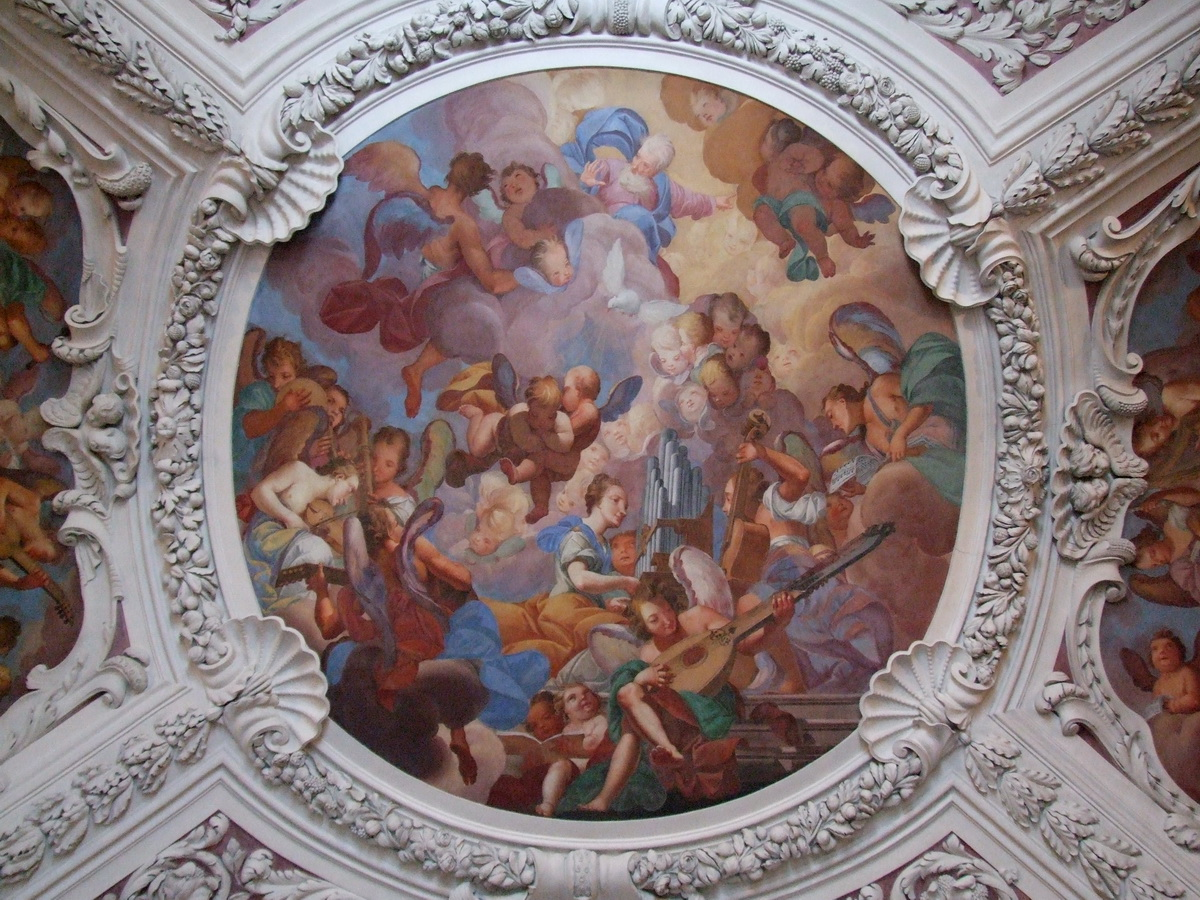
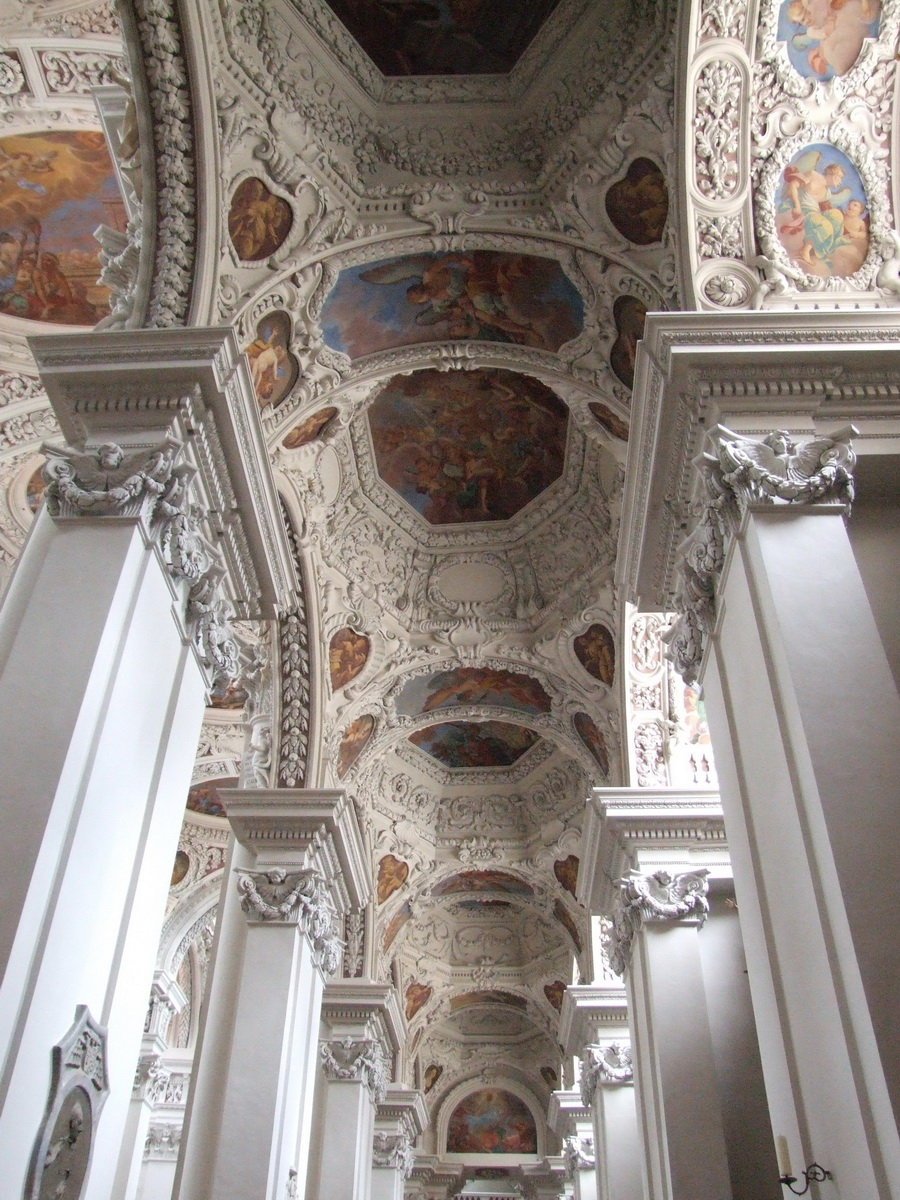
Stucchi ed affreschi della navata laterale
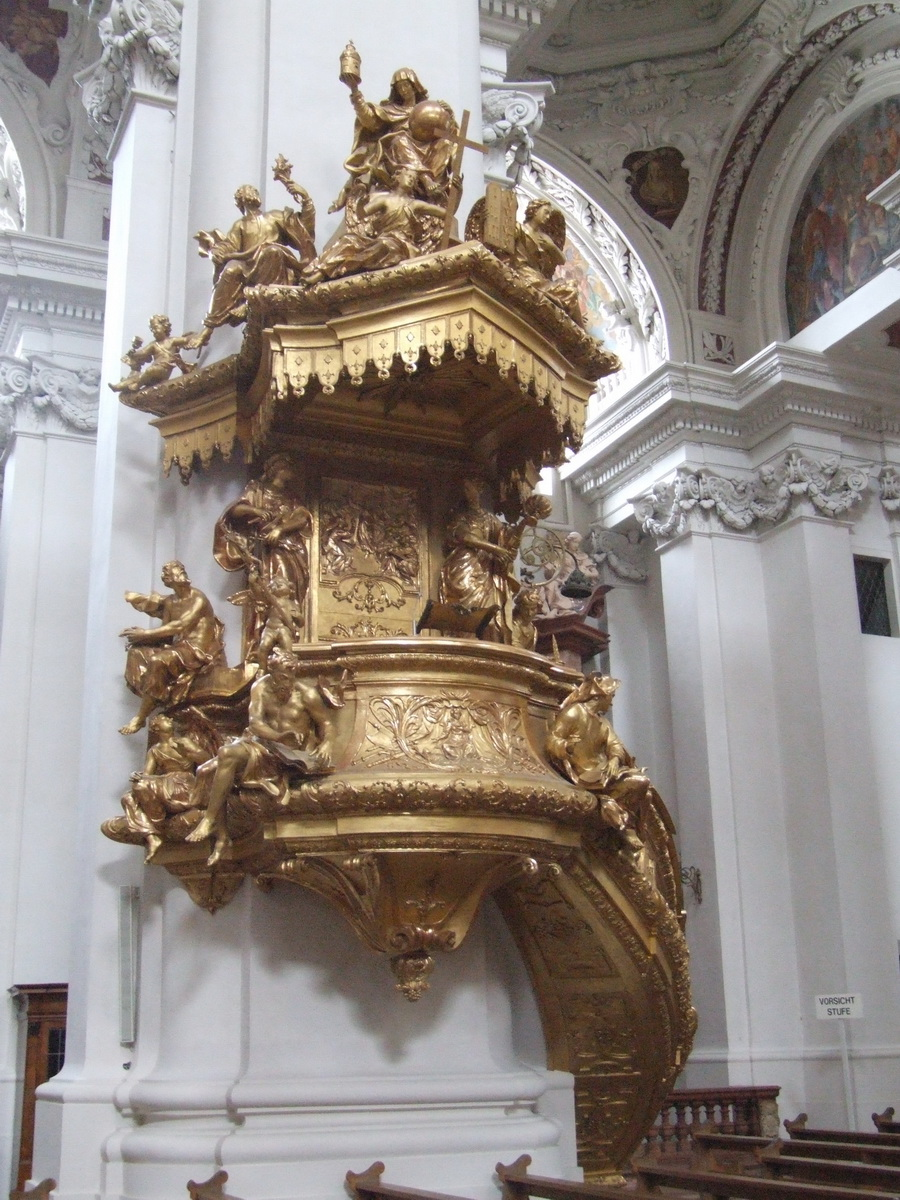
Pulpito
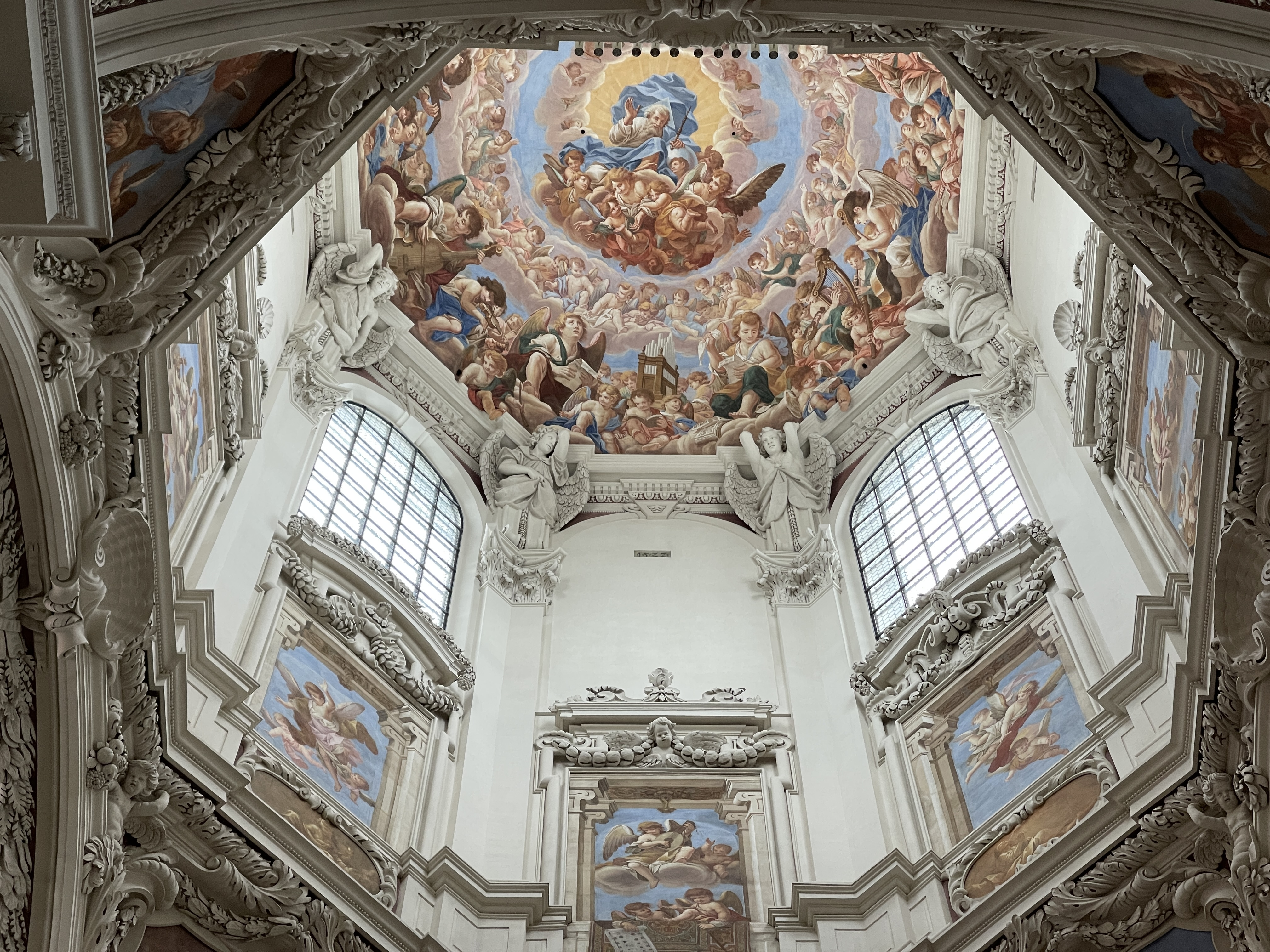
Cupola
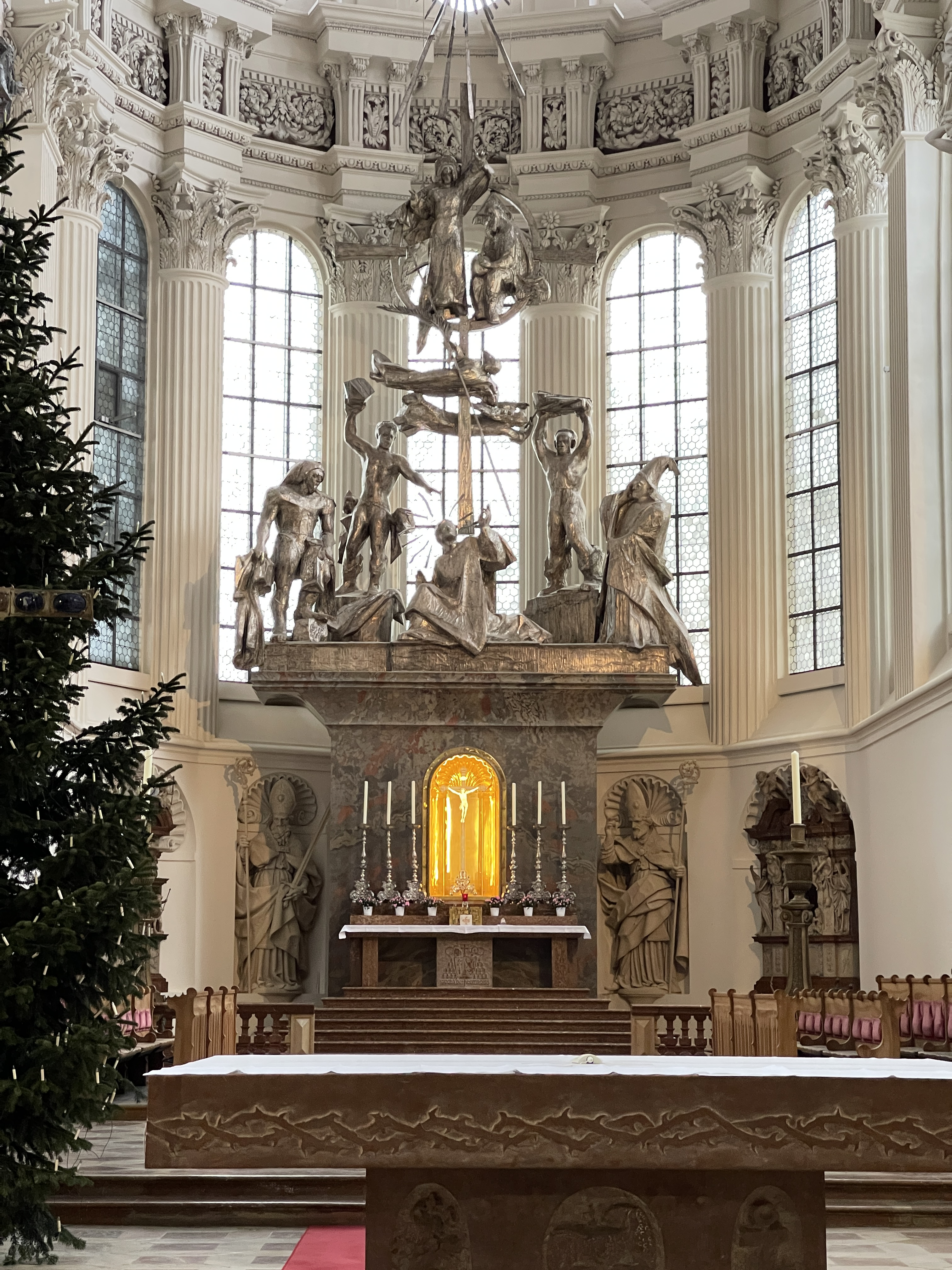
Altaro